# Carl Spitteler

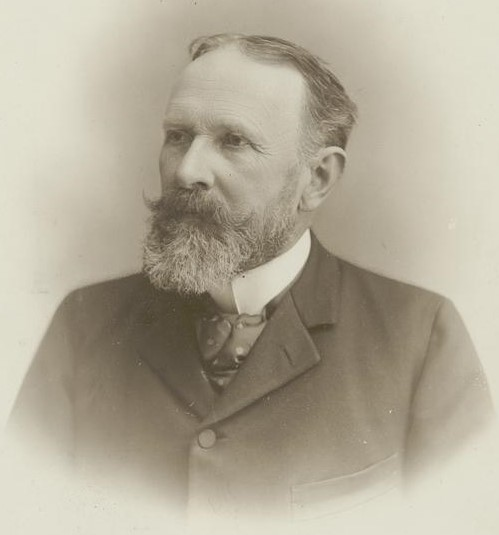
Carl Spitteler, 1905 (Zentralbibliothek Zürich)

Carl Friedrich Georg Spitteler (Pseudonym Carl Felix Tandem; * 24. April 1845 in Liestal; † 29. Dezember 1924 in Luzern; heimatberechtigt in Bennwil, Basel-Landschaft und Liestal) war ein Schweizer Dichter und Schriftsteller, Kritiker und Essayist. 
Er erhielt 1919 den Nobelpreis für Literatur und ist damit der einzige gebürtige Schweizer Literaturnobelpreisträger. Der als russischer Staatsangehöriger geborene Hermann Hesse wird oft als zweiter schweizerischer Nobelpreisträger für Literatur bezeichnet.

## Leben

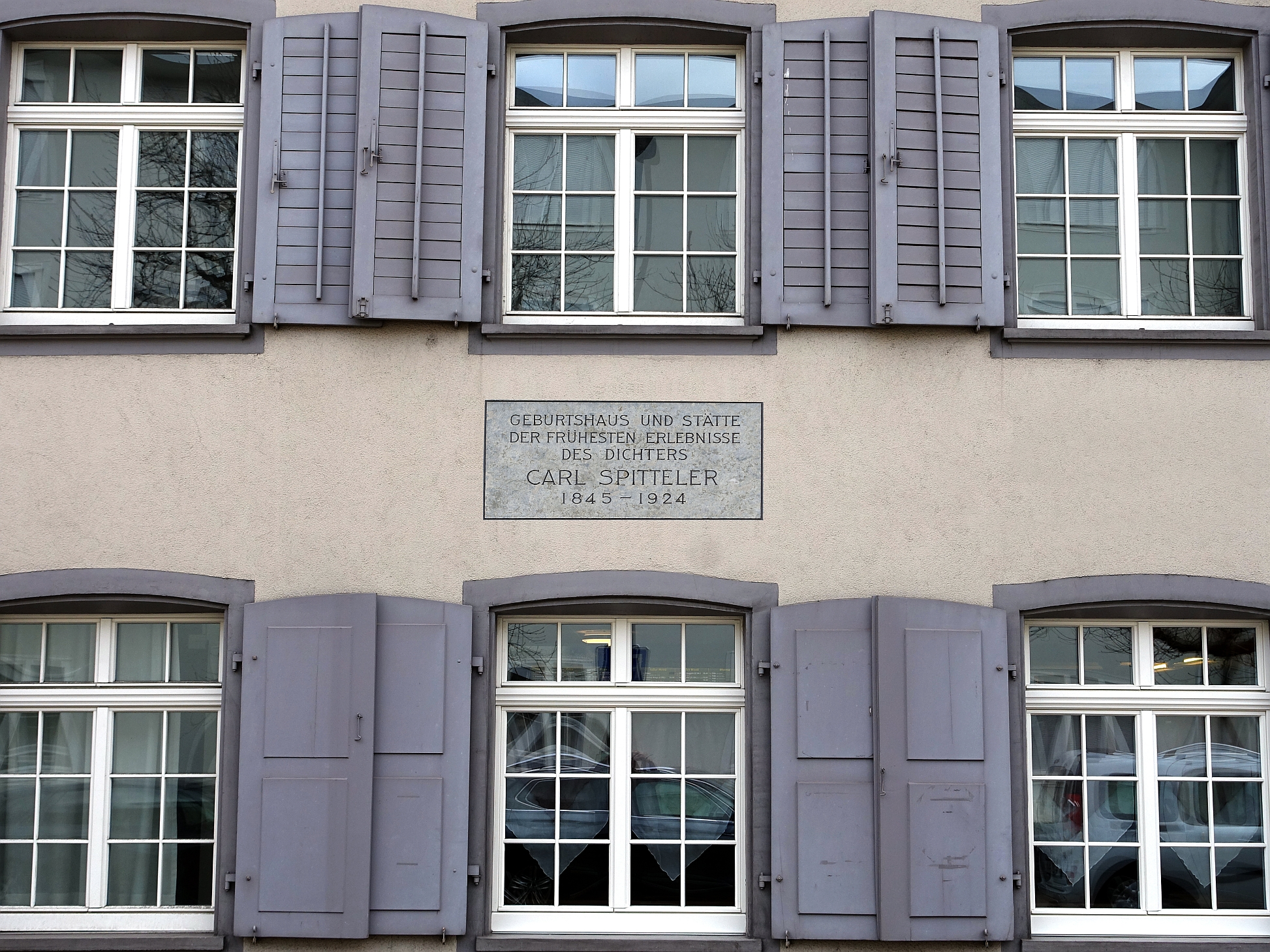
Geburtshaus von Carl Spitteler in Liestal

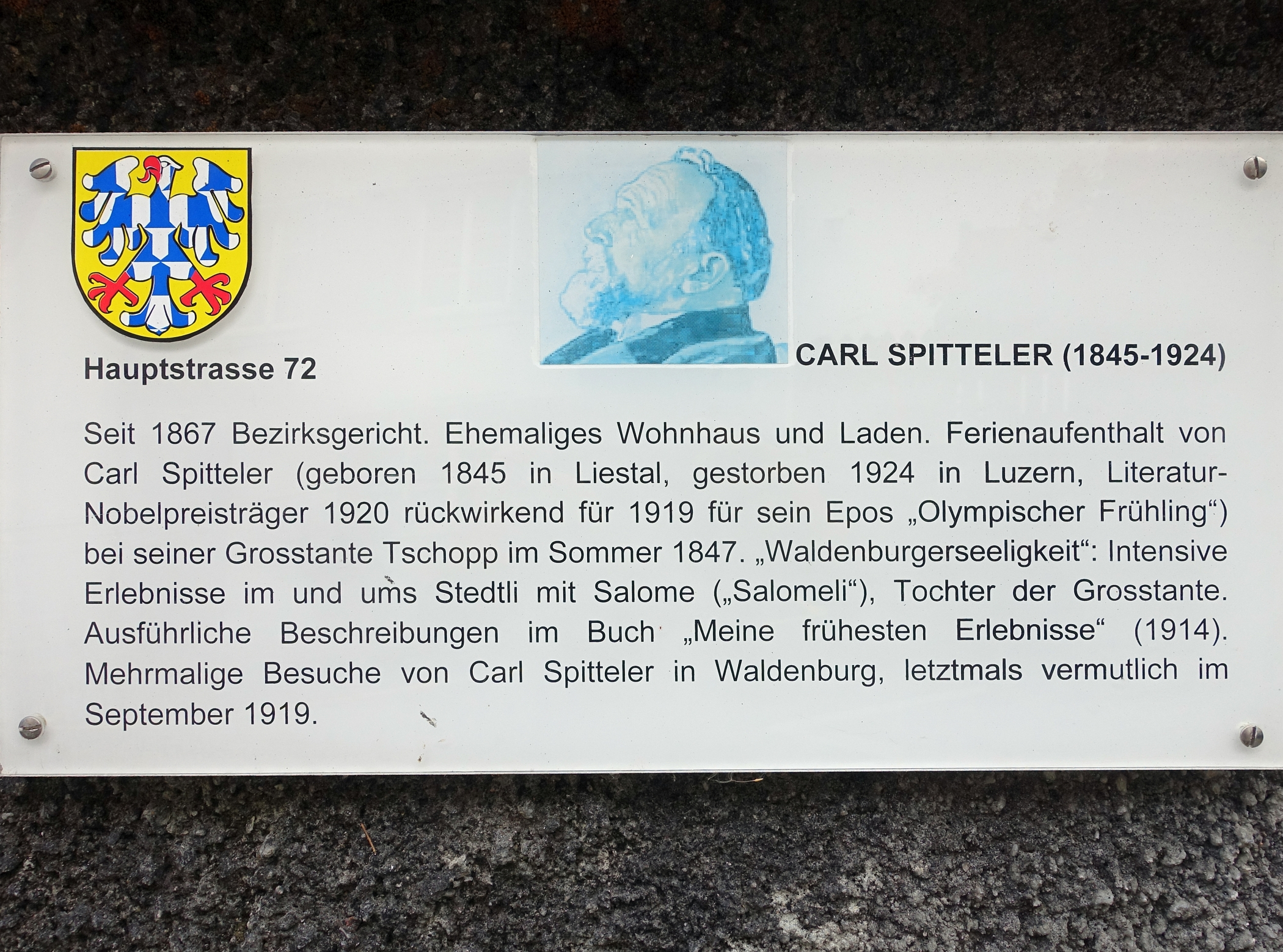
Carl Spitteler in Waldenburg, Kanton Basel-Landschaft

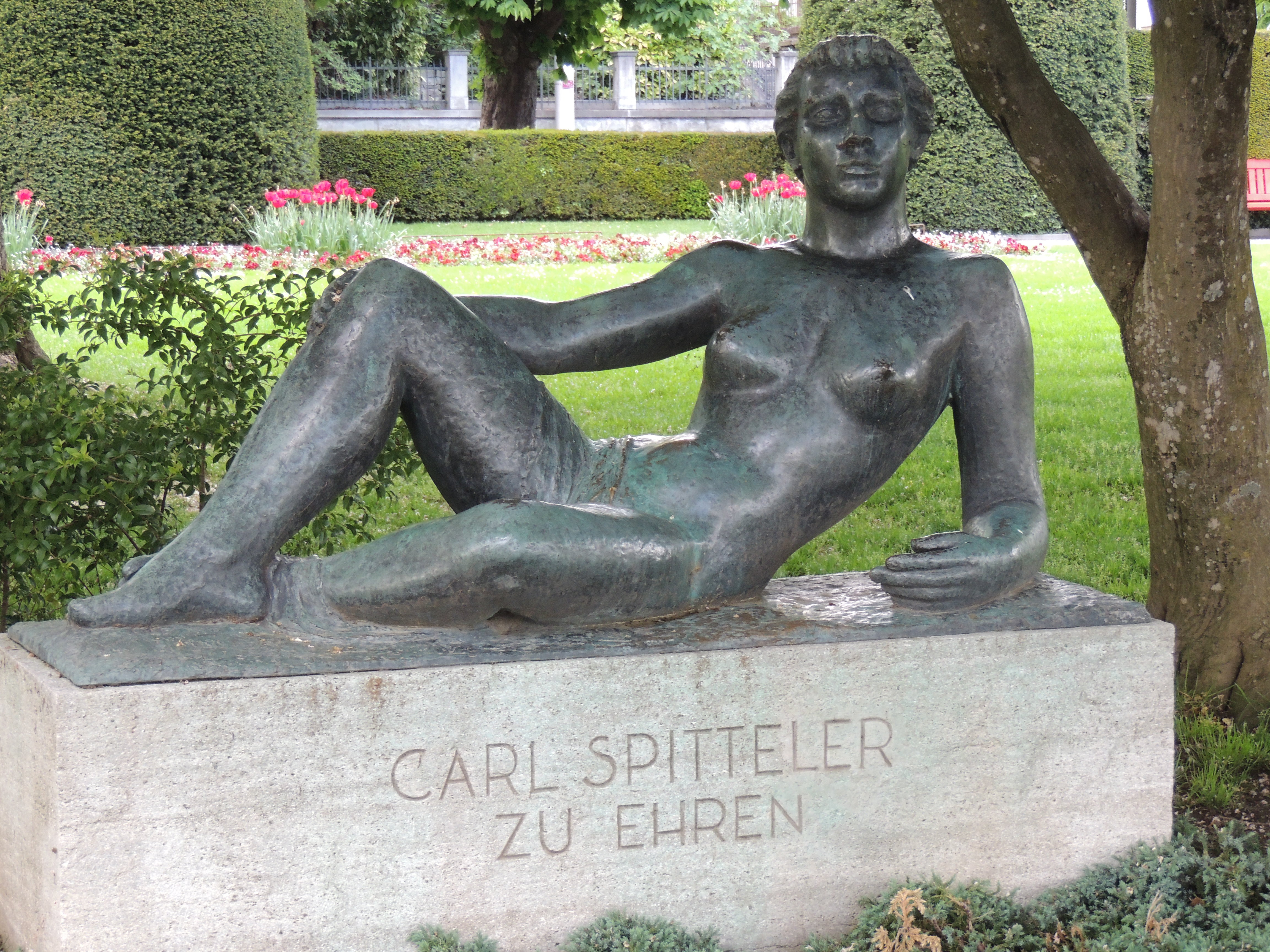
Die Liegende von Roland Duss (1940), zu Ehren von Carl Spitteler am Spitteler Quai

Carl Spitteler wurde als erster von drei Söhnen des aus bäuerlichen Verhältnissen stammenden protestantischen Richters und Landschreibers Karl Spitteler (1809–1878) und seiner Frau Anna Dorothea Spitteler-Brodbeck (1827–1913) in Liestal geboren. Sein Bruder war der Unternehmer Adolf Spitteler, Erfinder des Galaliths. Sein Vater war 1848 als Liestaler Magistrat und Delegierter des Kantons Basel-Landschaft an der Ausarbeitung der Schweizerischen Bundesverfassung beteiligt. In seiner Jugend hielt er sich oft im Elternhaus seines Jugendfreundes Joseph Victor Widmann auf, dem Liestaler Pfarrhaus. 1849 zog die Familie nach Bern, wo der Vater zum ersten eidgenössischen Kassier berufen worden war, 1856 wieder zurück nach Liestal. Spitteler schloss sich als Kind eng seiner jungen Mutter an, während er den Vater als autoritären Machtmenschen empfand.
Nach dem Besuch des Humanistischen Gymnasiums und des Pädagogiums in Basel, wo er von seinen Lehrern Jacob Burckhardt und Wilhelm Wackernagel stark geprägt wurde, studierte er auf Wunsch seines Vaters Rechtswissenschaft in Basel, obwohl ihm schon zuvor klar geworden war, dass seine Aufgabe das literarische Schreiben sei. Nach zwei Semestern brach er das Studium ab und verliess sein Elternhaus fluchtartig. In einer dreiwöchigen «Dionysoswanderung» zog er fast ohne Geld durch die Nord-, Nordost- und Zentralschweiz, bis er in Luzern bei der Familie des Oberschreibers Julius Rüegger Zuflucht fand und dort fast zehn Monate blieb. Nach der Versöhnung mit dem Vater studierte er ab 1865 protestantische Theologie in Zürich und von 1867 bis 1869 in Heidelberg, obwohl er Atheist war (in Spittelers Worten betrieb er «Theologie als Antitheolog»).
Einer Pfarrstelle in Graubünden entging er 1871 durch Annahme einer Stelle als Privatlehrer in der Familie eines finnischen Generals, wodurch er Kontakte zu finnischen und baltischen Adelskreisen in Sankt Petersburg und Finnland knüpfte. Seine Eindrücke aus diesem Aufenthalt flossen später in die Erzählungen Ei Ole und Das Bombardement von Åbo ein. 1879 kehrte Spitteler in die Schweiz zurück und unterrichtete bis 1881 an der Einwohnermädchenschule in Bern. Später arbeitete er als Lehrer in La Neuveville und als Journalist in Basel und als Feuilletonredakteur, wo er sich u. a. über das Kino äusserte, der Neuen Zürcher Zeitung in Zürich.
1883 heiratete er die in Bern aufgewachsene gebürtige Holländerin Maria Op den Hooff (1865–1929), eine frühere Schülerin. Zusammen hatten sie zwei Töchter, Anna (geb. 1886) und Marie-Adèle (geb. 1891). Eine weitere Konstante in Spittelers Leben war der Jugendfreund und spätere «Literaturpapst der Schweiz», Joseph Victor Widmann, der den jüngeren Spitteler beeinflusste, förderte und ihm zeitlebens verbunden blieb. Als Direktor der Einwohnermädchenschule in Bern und später als Feuilletonredaktor des Berner Bunds ermöglichte Widmann seinem Freund, als Lehrer und Journalist seinen Lebensunterhalt zu verdienen, bevor er als Schriftsteller bekannt wurde.
Nachdem Vater Karl 1878 gestorben war, verkaufte die Mutter das Tuchladengeschäft in Liestal und lebte bis 1909 bei Carl, danach, bis zu ihrem Tod 1913, bei ihrem Sohn Albert in Zürich.
Als Spitteler 1893 durch eine Erbschaft seines verstorbenen Schwiegervaters finanziell unabhängig wurde, liess er sich in Luzern mit seiner Familie als freier Schriftsteller nieder. 1905 erhielt er die Ehrendoktorwürde der Universität Zürich, 1915 die der Universität Lausanne.
Im Jahr 1915 war er zudem Kandidat für den Literaturnobelpreis. Die Akademie konnte sich nicht auf einen Kandidaten einigen; ein schwedischer Zeitungsbericht vermerkte, dass Spitteler insbesondere «in Deutschland in Ungnade gefallen sei» wegen seiner «ententefreundlichen» Rede von 1914. Verner von Heidenstam, Preisträger von 1916, schlug Spitteler 1919 für den Literaturnobelpreis vor, der ihm – als erstem Schweizer – im Jahr 1920 übergeben wurde, «im besonderen Hinblick auf sein mächtiges Epos ‹Olympischer Frühling›». Im selben Jahr wurde er mit dem Grossen Schillerpreis der Schweizerischen Schillerstiftung ausgezeichnet. Spitteler starb am 29. Dezember 1924 in Luzern und wurde am 31. Dezember 1924 auf dem städtischen Friedhof Friedental beigesetzt.
Im Jahr 1931 wurde ein Teil des rechten Seeufers des Vierwaldstättersees Carl-Spitteler-Quai benannt. Die Skulptur «Die Liegende» von Roland Duss wurde 1940 zu Ehren des Luzerner Ehrenbürgers aufgestellt.

## Werk

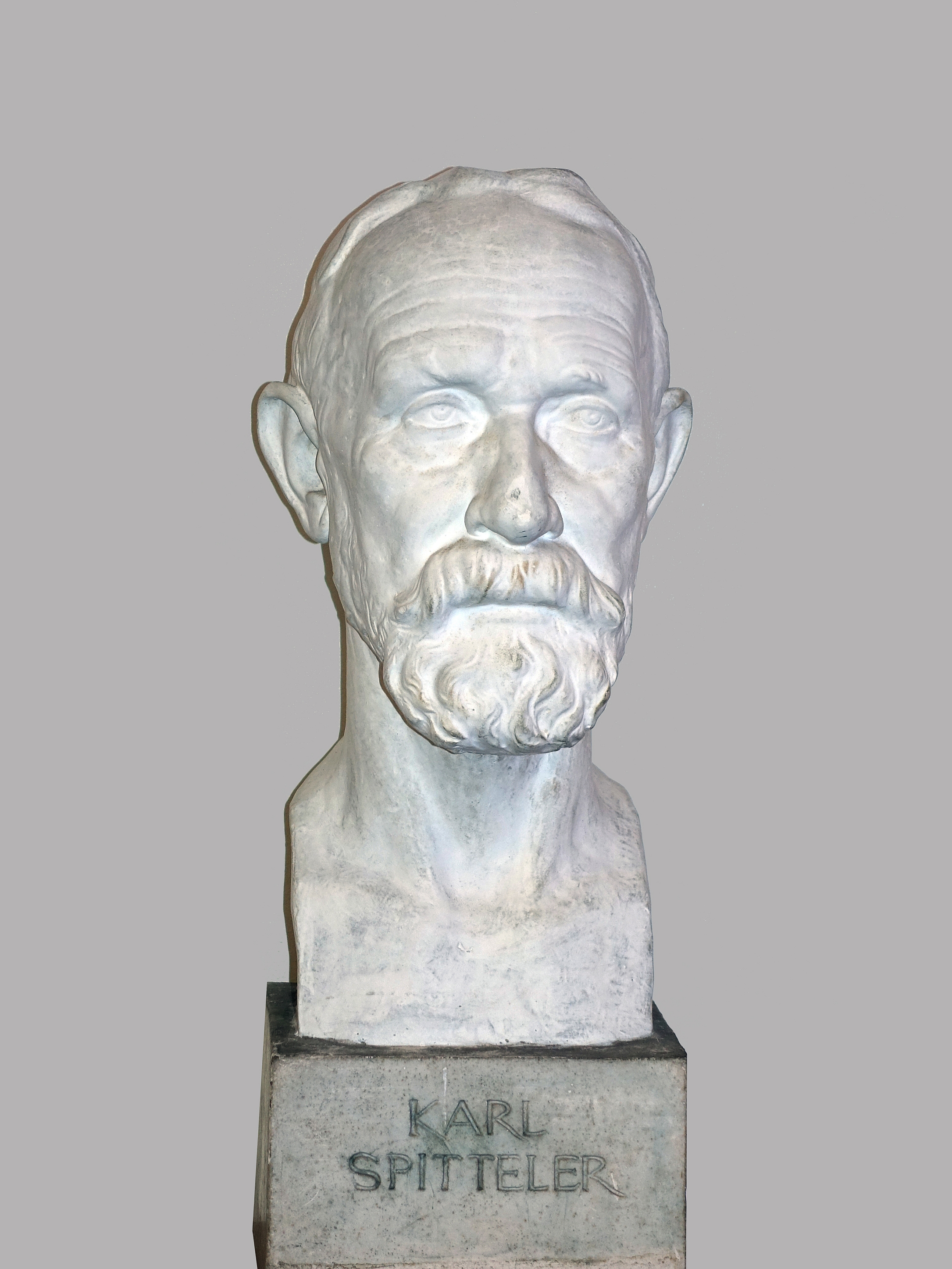
Gipsbüste von Jakob August Heer

Bereits als Siebzehnjähriger beschloss Spitteler nach einer enttäuschten Liebe, sein Leben nicht der Suche nach privatem Glück, sondern ganz seiner Dichtung zu widmen. 1880/1881 veröffentlichte er unter dem Pseudonym Carl Felix Tandem das zweibändige Epos Prometheus und Epimetheus, in dem er den antiken Prometheus-Mythos modernisierte. Spitteler behandelte das Thema Aussenseiter versus Masse: Prometheus als autonomer Individualist, der sich keinem menschlichen Gewissen, sondern nur seiner unabhängigen Seele unterwirft, wird zunächst aus der menschlichen Gesellschaft verstossen, ist schliesslich aber als einziger fähig, gegen die Mächte des Bösen anzukämpfen und sie zumindest teilweise zu besiegen. Spitteler lag hier stilistisch abseits der allgemeinen Strömung des Realismus; eine Verwandtschaft zu Arthur Schopenhauer und Friedrich Nietzsche (mit dem er korrespondierte und dessen Werke er teilweise für den Berner Bund rezensierte) wird sichtbar. Joseph Viktor Widmann sandte den ersten Teil des Prometheus Gottfried Keller zu, der in einem Antwortschreiben befindet:

«Das Buch ist von vorne bis hinten voll der auserlesensten Schönheiten. Schon der wahrhaft epische und ehrwürdige Strom der Sprache […] umhüllt uns gleich mit eigentümlicher Stimmung […]. Was der Dichter eigentlich will, weiß ich nach zweimaliger Lektüre noch nicht. […] Aber ich bin gerührt und erstaunt von der selbständigen Kraft und Schönheit der Darstellung der dunklen Gebilde.

Trotz der kosmischen, mythologischen und menschheitlich zuständlichen Zerflossenheit und Unmöglichkeit ist doch alles so glänzend anschaulich, daß man im Augenblick immer voll aufgeht. […] Die Sache kommt mir beinahe vor, wie wenn ein urweltlicher Poet aus der Zeit, wo die Religionen und Göttersagen wuchsen und doch schon vieles erlebt war, heute unvermittelt ans Licht träte und seinen mysteriösen und großartig naiven Gesang anstimmte.»

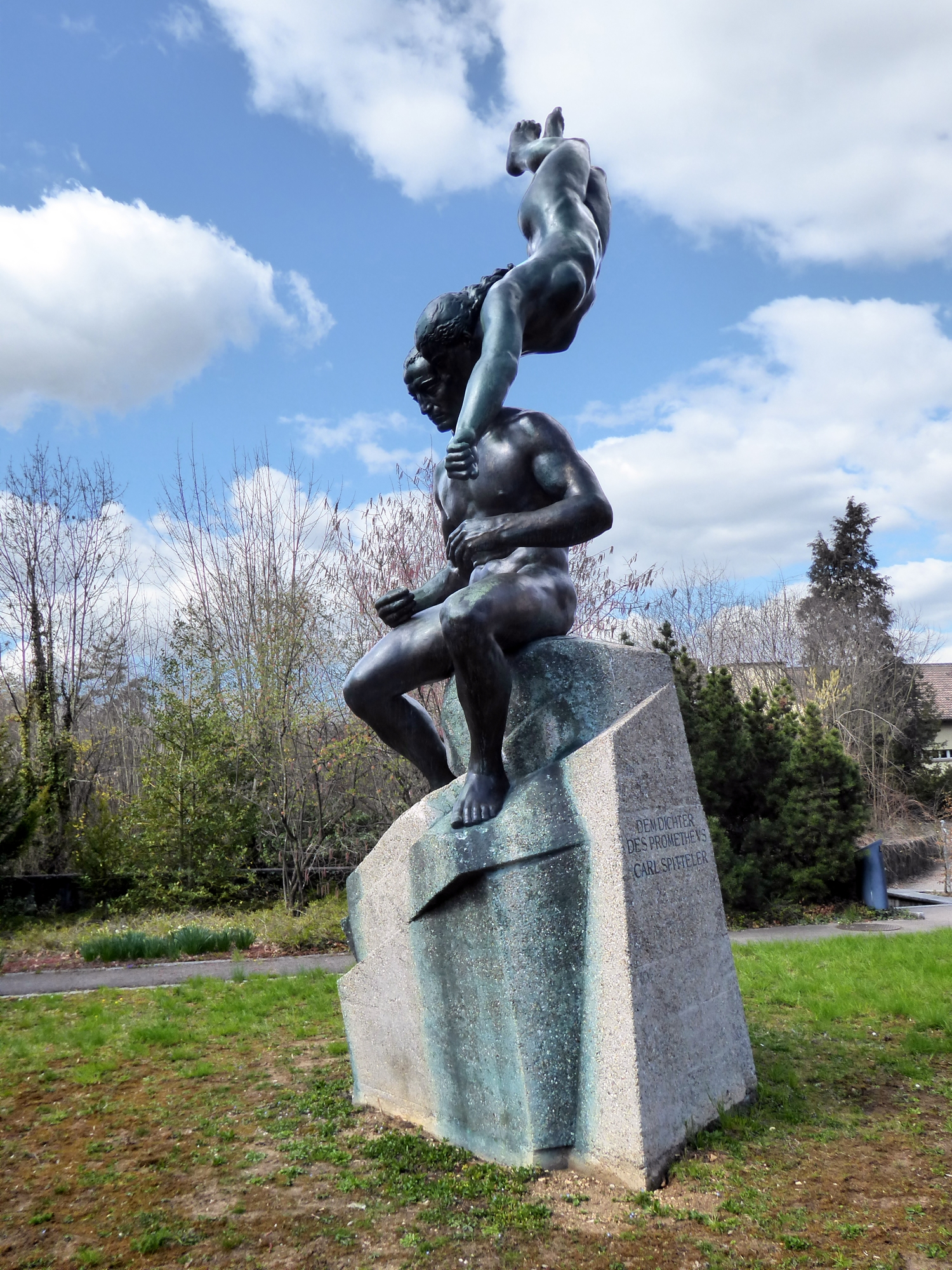
Skulptur von August Suter. Prometheus und die Seele in Liestal

Der Bildhauer August Suter widmete ihm 1931 eine Skulptur mit dem Titel «Prometheus und die Seele», die auch als «Mensch und Göttin» oder «Dichter und Inspiration» zu interpretieren ist.
Sein Erstlingswerk, wie auch weitere lyrische Arbeiten, blieben weitgehend ohne Echo. Erst sein großes Versepos Olympischer Frühling (1900–1905), in dem Spitteler in rund 20.000 Versen Figuren und Handlungsstränge der griechischen Mythologie in seine eigene, moderne Erlebniswelt transportierte, erfuhr positive Resonanz. Eingebettet in ein mythologisches Märchen, zeichnete Spitteler ein düsteres Bild vom Universum, das seiner pessimistischen Weltsicht entsprach. In der Vorbemerkung zu der «Darstellung» Conrad, der Leutnant hatte er 1898 bereits ein Programm für den inneren Monolog beziehungsweise die personale Erzählsituation aufgestellt, ohne dies in dem Werk selbst einlösen zu können. 1905 veröffentlichte Spitteler zwanzig Aphorismen gegen den Zeitgeist in einer Zugabe zu seinem Essayband Lachende Wahrheiten: Ein Büschel Aphorismen. 1906 erschien der stark autobiographische Roman Imago, der in der jungen psychoanalytischen Bewegung um Sigmund Freud und Carl Gustav Jung grosse Beachtung fand und als Dokument einer echten Künstlerseele galt; die einflussreiche Zeitschrift für Anwendung der Psychoanalyse auf die Geisteswissenschaften wurde nach Spittelers Werk Imago genannt (ab 1912, analog ab 1939 American Imago). Spittelers Geschichte folgt Viktor, der nach Jahren im Ausland in seine Heimat zurückkehrt, um eine Frau zu konfrontieren, die er geliebt hat, die jedoch nun mit einem anderen verheiratet ist. Obschon Viktor freiwillig auf sie verzichtet hat, um ganz seiner «strengen Herrin», der Dichtung, zu gehorchen, empfindet er ihre Heirat als Verrat. Denn in den Jahren seiner Abwesenheit hat er eine innige, wenn auch rein geistige «Ehe» mit seiner erträumten Geliebten gelebt, deren Gegenwart ihm zur Realität wurde. Diese Traumgeliebte, Imago, scheint ihm echter als die Frau, die er in der kleingeistigen Enge seiner Heimat wiedertrifft und «Pseuda» tauft – die Unechte. Spitteler selbst betonte die Relevanz des Werkes für das Verständnis seines Lebens:

«Das ist nicht nur so ein Kunstwerk, sondern es ist Herzblut. Für meine Lebensgeschichte also, für meinen Biographen, wird es das allerwichtigste Dokument sein. Ich erscheine in allen meinen andern Werken verhüllt und maskiert, hier zeige ich meiner Seele kleinste Fasern.»

## Die Rede von 1914
Etwas unwillig tat Spitteler zu Beginn des Ersten Weltkriegs seine Meinung zur Politik kund, als sich ein sprachkultureller Graben durchs Land zog, und sich Spitteler für eine konsequente Neutralität der Schweiz und für Volksversöhnung aussprach. Seine vielbeachtete Streitrede Unser Schweizer Standpunkt  hielt er am 14. Dezember 1914 im Zunftsaal zur Zimmerleuten in Zürich vor der Neuen Helvetischen Gesellschaft. Er wandte sich darin deutlich gegen die Sympathien vieler Schweizer für den deutschen Nationalismus und gegen die Kriegsrhetorik aller beteiligten Parteien. Stattdessen votierte er für eine vernunftbetonte, neutrale Haltung der Schweiz, die den inneren Zusammenhalt des Landes stärken sollte:

«Wohin Sie mit dem Herzen horchen, […] hören Sie den Jammer schluchzen und die jammernden Schluchzer tönen in allen Nationen gleich, da gibt es keinen Unterschied der Sprache. Wohlan, füllen wir angesichts dieser Unsumme von internationalem Leid unsere Herzen mit schweizerischer Ergriffenheit und unsere Seelen mit Andacht, und vor allem nehmen wir den Hut ab. Dann stehen wir auf dem richtigen neutralen, dem Schweizer Standpunkt.»

Spitteler war sich bewusst, dass seine Popularität in Deutschland durch diese Rede stark abnehmen würde. Tatsächlich löste sie einen Sturm der Entrüstung aus, in Frankreich und Belgien hingegen gewann der Dichter viele Anhänger.
1992 erhielt die Rede nochmals eine grosse aktuelle Bedeutung. In der Frage des Beitritts der Schweiz zum EWR überstimmten die deutschsprachigen Landesteile die französischsprachigen, was eine deutlich wahrnehmbare Kluft zwischen den Landesteilen zur Folge hatte. Noch im Jahr 1992 wurde deshalb eine Verständigungskommission des Stände- und des Nationalrates eingesetzt. Die Berichterstatterin der Kommission, Nationalrätin Ruth Grossenbacher, stellte 1993 Spittelers Rede von 1914 ins Zentrum der Überlegungen und zitierte daraus: «Um uns aber besser verstehen zu können, müssen wir einander vor allem näher kennenlernen.» Im Anschluss daran wurden 23 Empfehlungen und ein Motionstext beider Räte zur Überweisung an den Bundesrat verabschiedet.
Im Jubiläumsjahr des Nobelpreises 2019 begannen im Frühjahr die über ein Jahr hinweg verteilten Feierlichkeiten in verschiedenen Orten: Liestal, seinem Geburtsort, Luzern, wo er viele Jahre verbrachte, und am 14. Dezember 2019 in Zürich, exakt 105 Jahre nach seiner Rede. Der Zürcher Anlass war mit einer Podiumsdiskussion verbunden, die wiederum von der Neuen Helvetischen Gesellschaft organisiert wurde, welche Spitteler 1914 zum Halten seiner Rede überzeugt hatte. Die Alterspräsidentin des Nationalrats, die Baselbieterin Maya Graf, erinnerte bei ihrer Eröffnung der neuen Legislatur am 2. Dezember 2019 an die Rede Spittelers.

## Nachlass

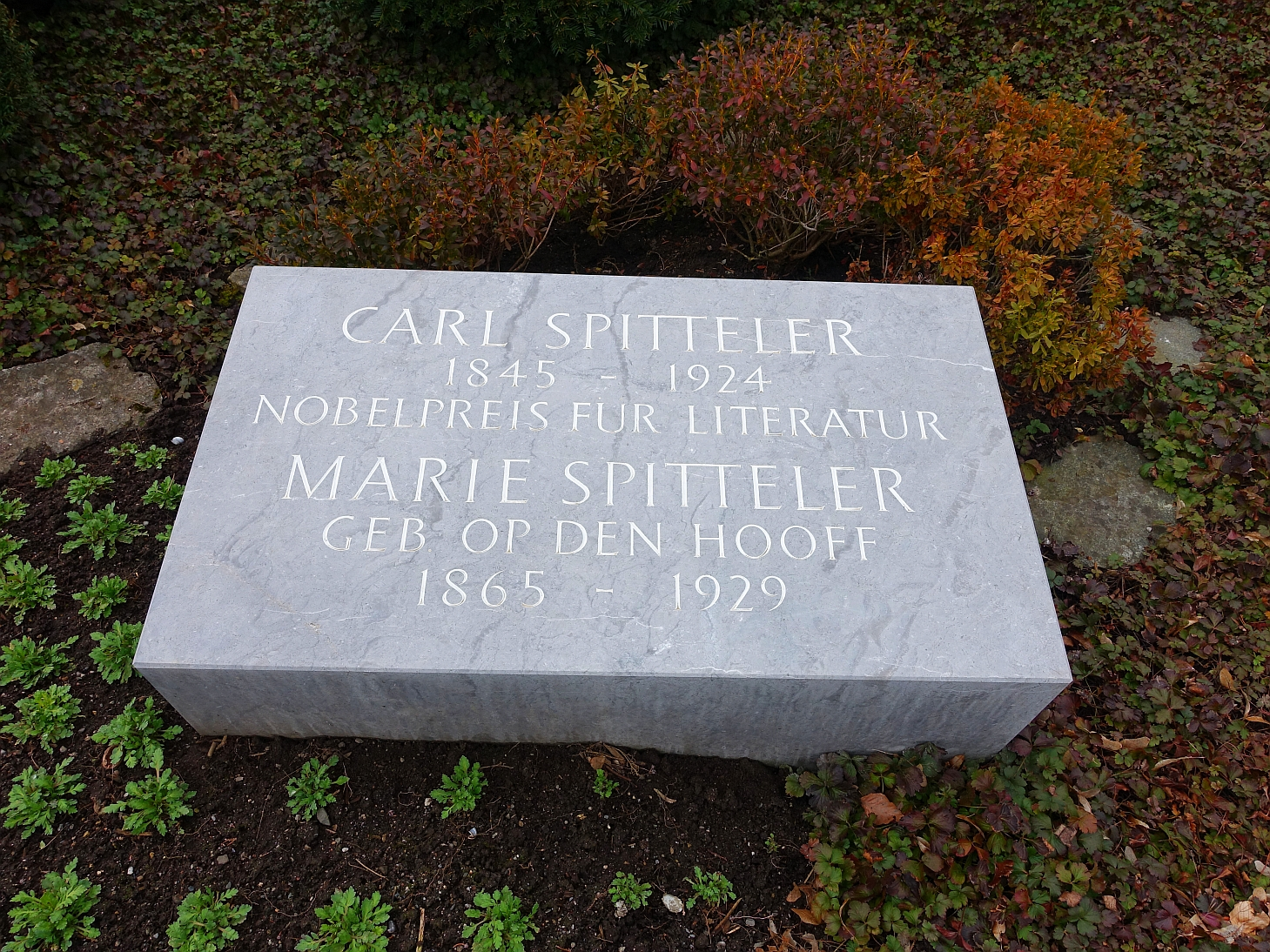
Spittelers Grab auf dem Friedhof Friedental in Luzern

Carl Spittelers Nachlass befindet sich in drei Institutionen: im Schweizerischen Literaturarchiv in Bern, in der Zentralbibliothek Zürich und (durch Schenkung seiner Tochter Anna) im Dichter- und Stadtmuseum Liestal. Im Dichter- und Stadtmuseum Liestal sind nachgelassene Objekte Carl Spittelers in der Dauerausstellung zu sehen, unter anderem die Nobelpreismedaille und -urkunde sowie Spittelers Originalschreibtisch. Im Archiv von SBB Historic in Windisch befindet sich das Manuskript Spittelers zur Auftragsarbeit Der Gotthard. Als 2021 das Schweizerische Literaturarchiv den Nachlass des Freundes Jonas Fränkel übernahm, den Spitteler als seinen Nachlassverwalter vorgesehen hatte, verdoppelte sich mit dem im Fränkel-Nachlass enthaltenen Kryptonachlass Spittelers der Spitteler-Bestand im Archiv.

## Schriften (Auswahl)

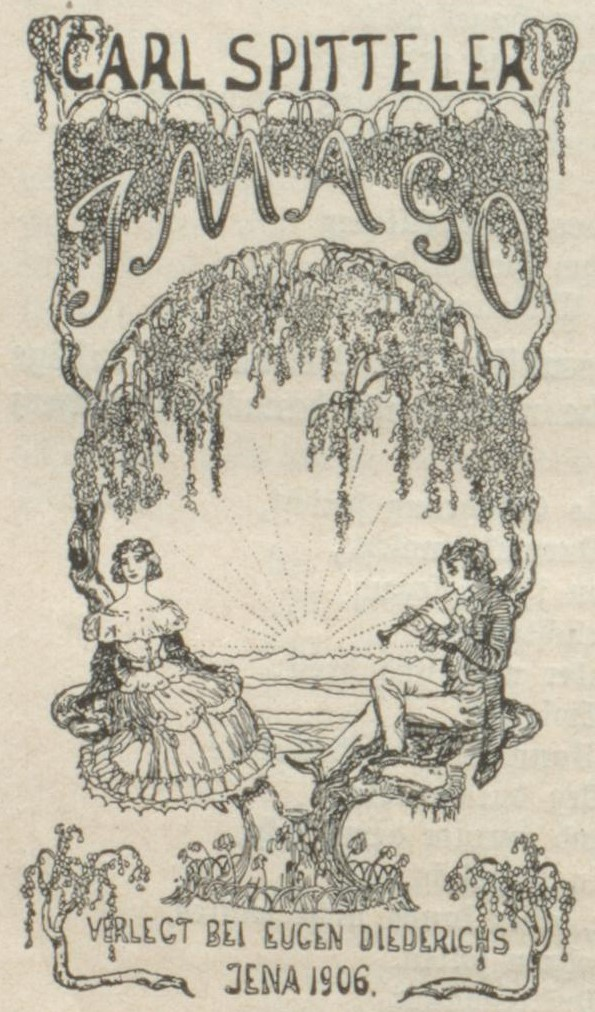
Rudolf Löws Einband zu Imago (1906)

- 1881: Prometheus und Epimetheus (Digitalisat des 11.–15. Tausend (1920) beim Internet Archive)
- 1883: Extramundana (Digitalisat beim Internet Archive)
- 1887: Ei Ole
- 1887: Samojeden
- 1887: Hund und Katze
- 1888: Bacillus
- 1888: Zur Aesthetik der Basler Fastnacht. In: Neue Illustrirte Zeitung, 5. Februar 1888, S. 11 (online bei ANNO).
- 1889: Das Bombardement von Åbo
- 1889: Schmetterlinge. Gedichte (Digitalisat des 6.–8. Tausend (1920) beim Internet Archive)
- 1889: Der Parlamentär
- 1890: Das Wettfasten von Heimligen
- 1891: Friedli der Kolderi (Digitalisat der 3. Aufl. (1922) beim Internet Archive)
- 1891: Gustav. Ein Idyll (Digitalisat der 3. Aufl. (1916) sowie der 4. Aufl. (1922) beim Internet Archive)
- 1892: Literarische Gleichnisse (Digitalisat der 2. Aufl. (1908) sowie der 3. Aufl. (1922) beim Internet Archive)
- 1892: Der Ehrgeizige
- 1893: Jumala. Ein finnisches Märchen
- 1896: Balladen
- 1897: Der Gotthard
- 1898: Conrad, der Leutnant. Eine Darstellung (Digitalisat des 5.–9. Tausend (1920) beim Internet Archive)
- 1898: Lachende Wahrheiten. Gesammelte Essays (Digitalisat der 1. sowie der 3. Aufl. (1908) beim Internet Archive)
- 1900: Die Auffahrt
- 1901: Hera die Braut
- 1903: Die hohe Zeit
- 1904: Ende und Wende
- 1905: Olympischer Frühling (Versepos, Digitalisat des 20.–24. Tausend (1920) des 1. Bandes (1. u. 2. Teil) und 2. Bandes (3.–5. Teil) beim Internet Archive)
- 1906:  Imago (Roman, Digitalisat des 5.–7. Tausend (1910) sowie des 11.–15. Tausend (1919) beim Internet Archive)
- 1906: (Gras- und) Glockenlieder (Gedichte, Digitalisat des 10.–14. Tausend (1921) beim Internet Archive)
- 1907: Gerold und Hansli – Die Mädchenfeinde. Eine Kindergeschichte (geschrieben 1890, umgearbeitet 1907, Digitalisat beim Internet Archive)
- 1908: Mein Schaffen und meine Werke. In: Der Kunstwart XXI. Jahrgang (1908), Heft 19, S. 4–9 (PDF; 1,7 MB) und Heft 20, S. 73–79 (PDF; 2,0 MB).
- 1914: Meine frühesten Erlebnisse (Digitalisat des 5.–9. Tausend (1920) beim Internet Archive)
- 1924: Prometheus der Dulder

## Anthologien
- Carl Spitteler: Unser Schweizer Standpunkt. Lesebuch. Auswahl und Nachwort von Dominik Riedo. Pro Libro, Luzern 2009, ISBN 978-3-9523406-9-1.
- Carl Spitteler: Der Gotthard. Mit Carl Spitteler durch die Verkehrs- und Kulturlandschaft. Herausgegeben und kommentiert von Fritz Schaub. Mit einem Nachwort von Dominik Riedo. Pro Libro, Luzern 2016, ISBN 978-3-905927-46-7.
- Carl Spitteler: Dichter, Denker, Redner. Eine Begegnung mit seinem Werk. Hrsg. von Stefanie Leuenberger, Philipp Theisohn und Peter von Matt. Nagel & Kimche, München 2019, ISBN 978-3-312-01122-3.
- Carl Spitteler: Kritische Schriften (= Klassiker der Kritik). Hrsg. von Emil Staiger. Artemis, Zürich 1965.

## Sekundärliteratur
- Gottfried Bohnenblust: Carl Spitteler. Dichter und Heimat. Bern, P. Haupt, 1945.
- Paul Burkhardt: Die Landschaft in Carl Spittelers „Olympischem Frühling“. Eine kritisch-aesthetische Untersuchung vornehmlich unter dem Gesichtspunkt des Laokoon-Problems. Rascher, Zürich 1919.
- Joseph Ehret: Drei Schweizer im alten Russland. Schweizerisches Ost-Institut, Bern 1979, S. 37–55.
- Emil Ermatinger: Idee und Wert von Carl Spittlers Schaffen. In: Die Schweiz, Band 19, 1915, S. 197–207.
- Robert Faesi: Carl Spitteler. Eine Darstellung seiner dichterischen Persönlichkeit. Rascher, Zürich 1915.
- Robert Faesi: Spittelers Weg und Werk. Reihe Die Schweiz im deutschen Geistesleben, Band 20. Huber, Frauenfeld 1933.
- Hermann F. Hofmann: Carl Spitteler. Eine Einführung in seine Werke. Wanderer Verlag, Magdeburg 1912.
- Hans Kaeslin: Arnold Ott, Carl Spitteler, Josef Viktor Widmann. Erinnerungen. In: Aarauer Neujahrsblätter 1941, S. 16–29.
- Martina Kuoni: Carl Spitteler – nicht Pfarrer in Langwies, sondern Schweizer Nobelpreisträger. In: Bündner Jahrbuch 2021, S. 95–99.
- Stefanie Leuenberger, Philipp Theisohn, Peter von Matt: Carl Spitteler – Dichter, Denker, Redner. Nagel & Kimche, Zürich 2019, ISBN 978-3-312-01122-3.
- Carl Meißner: Carl Spitteler. Zur Einfühlung in sein Schaffen. (Als Anhang: Carl Spitteler: Eugenia. Eine Dichtung. Ausgewählte Stücke.) Eugen Diederichs, Jena 1912.
- Camille Luscher (Hrsg.): Neue Schweizer Standpunkte. Im Dialog mit Carl Spitteler. Dorothee Elmiger, Pascale Kramer, Catherine Lovey, Adolf Muschg, Fabio Pusterla, Daniel de Roulet, Monique Schwitter, Tommaso Soldini. Rotpunktverlag, Zürich 2019, ISBN 978-3-85869-821-6.
- Dominik Riedo: Carl Spitteler. Essays zu Leben, Werk und Wirkung. Peter Lang, Bern 2017, ISBN 978-3-0343-2465-6.
- Dominik Riedo: Spittelers Zeichen (= etkbooks. Band 051). Edition Taberna Kritika, Bern 2019, ISBN 978-3-905846-51-5.
- Fred Sallenbach: Carl Spittelers Verhältnis zur Musik (= Textbücher und Musikliteratur. Band 50). Kunzelmann Zürich 1945, DNB 454260911 (Dissertation Universität Zürich, 1945, 216 Seiten).
- Roger Scharpf: Carl Spitteler (1845–1924) und die Anfänge der modernen Erzählkunst in der Schweiz (= Narratio. Band 16). Lang, Bern u. a. 1999, ISBN 3-906762-77-7 (Dissertation Universität Zürich, 1999, 304 Seiten).
- Fritz Schaub: Carl Spitteler 1845–1924. Dichter, Essayist, Journalist, Musikkritiker, Pflanzenforscher, Politischer Mahner, Cineast. 2., erweiterte Auflage. Pro Libro, Luzern 2013, ISBN 978-3-905927-33-7.
- Werner Stauffacher: Spittelers Lyrik. Untersuchungen zu den ‹Schmetterlingen›, den ‹Literarischen Gleichnissen› und den ‹Glockenliedern›. Hoenen, Basel 1950.
- Werner Stauffacher: Spitteler, Carl. In: Historisches Lexikon der Schweiz.
- Werner Stauffacher: Carl Spitteler. Biographie. Artemis, Zürich/München 1973, ISBN 3-7608-2765-9.
- Adèle Stöcklin: Das Volkslied bei Carl Spitteler. In: Schweizerisches Archiv für Volkskunde, Band 41, Heft 1 (1944), S. 68–73 (PDF; 3,3 MB)
- Albert Schoop: Carl Spitteler – Russlandexperte in Frauenfeld. In: Thurgauer Jahrbuch, Bd. 66, 1991, S. 45–65. (e-periodica.ch)
- Walter Adrian: Die Mythologie in Carl Spittelers Olympischem Frühling. P. Haupt, Bern 1922. (Dissertation, Digitalisat).
- Philipp Theisohn: Totalität des Mangels. Carl Spitteler und die Geburt des modernen Epos aus der Anschauung. Königshausen & Neumann, Würzburg 2001, ISBN 3-8260-1958-X
- Klaus-Gunther Wesseling: Spitteler, Carl. In: Biographisch-Bibliographisches Kirchenlexikon (BBKL). Band 18, Bautz, Herzberg 2001, ISBN 3-88309-086-7, Sp. 1334–1344 (Artikel/Artikelanfang im Internet-Archive).
- Justus Hermann Wetzel: Carl Spitteler. Ein Lebens- und Schaffensbericht. Francke, Bern 1973, ISBN 3-7720-1058-X.
- Max Widmann: Carl Spittelers Leben. Langlois, Burgdorf 1925.
- Rosmarie Zeller: Spitteler, Carl Georg Friedrich. In: Neue Deutsche Biographie (NDB). Band 24, Duncker & Humblot, Berlin 2010, ISBN 978-3-428-11205-0, S. 713 f. (Digitalisat).
- Karl Gauss: Carl Spittelers theologisches Examen. In: Basler Jahrbuch 1946, S. 154–174.
- K. Emil Hoffmann: Spitteler als Schüler und Student. Nach Dokumenten des Basler Staatsarchivs. In: Basler Jahrbuch 1934, S. 168–185.